# Julémont
Julémont is een dorp in de Belgische provincie Luik en een deelgemeente van Herve, het was een zelfstandige gemeente tot aan de gemeentelijke herindeling van 1977. Het dorp ligt op het plateau van het Land van Herve.

## Gehuchten
Op het grondgebied van Julémont liggen nog verschillende gehuchten, namelijk:
- Asse
- Coronmeuse
- La Heusière
- La Haye
- Thiernagant

## Etymologie
Volgens een populaire legende zou het dorp Julie-mons of Mons Julius genoemd zijn vanwege een legerkamp van Julius Caesar dat zich bevonden zou hebben op de plaats van de huidige kerk. De archieven wijzen op een andere herkomst van de naam. In het het jaar 1117 staat de plaats Gislerimons voor de eerste keer in de archieven van Luik vermeld

## Geschiedenis
Julémont maakte als alloidale heerlijkheid deel uit van het hertogdom Limburg, en het lag op de grens van het graafschap Dalhem; ook nu nog ligt het dorp in de gemeente Herve, op de grens met de gemeente Dalhem. In de 13e eeuw nam Julémont, toen een belangrijke heerlijkheid, deel aan de toen heersende oorlogen. In de 14e eeuw behoorde het toe aan de familie Van Wittem (de Withem), vervolgens aan De Berlo, in de 15e eeuw aan De Leithoven en aan Gulpen. Daarna aan J. de Brandebourg, die tevens heer was van Bolland, omstreeks 1600 aan J. d'Eynatten, daarna tot het einde van de 18e eeuw aan Graaf A.E. de Lannoy.
In de 17e eeuw werd de bestuurlijke eenheid Asse aan Julémont toegevoegd.
Het graafschap Dalhem en het hertogdom Limburg werden op het eind van het ancien régime bij de annexatie van de Zuidelijke Nederlanden door de Franse Republiek in 1795 beide opgenomen in het toen gevormde departement Ourthe. Julémont werd een gemeente.
In 1914 werd de belangrijkste bebouwing van de kern Julémont, een lintdorp, door de Duitse bezetters verwoest. Wat overbleef was vooral een verspreide bebouwing.
Bij de gemeentelijke herindelingen van 1977 werd Julémont een deelgemeente van Herve.

## Demografische ontwikkeling
- Bronnen:NIS, Opm:1831 tot en met 1970=volkstellingen; 1976 = inwoneraantal op 31 december

## Bezienswaardigheden
- Heilige Maagd Mariakerk
- Enkele historische boerderijen
- 19e-eeuwse dorpspomp

## Natuur en landschap
Julémont ligt in het Land van Herve, op een hoogte van ongeveer 230 meter. Ten westen van het dorp stroomt de Ruisseau de Loneu, en ten oosten de Ruisseau de Rosme, welke beiden naar de Berwijn stromen.

## Geboren in Julémont
- Jean Bolland (Johannes Bollandus) (1596-1665), jezuïet en hagiograaf die zijn naam gaf aan de bollandisten

## Nabijgelegen kernen
Sint-Jansrade, Saint-André, Mortier, Bolland, Charneux, Herve, Battice

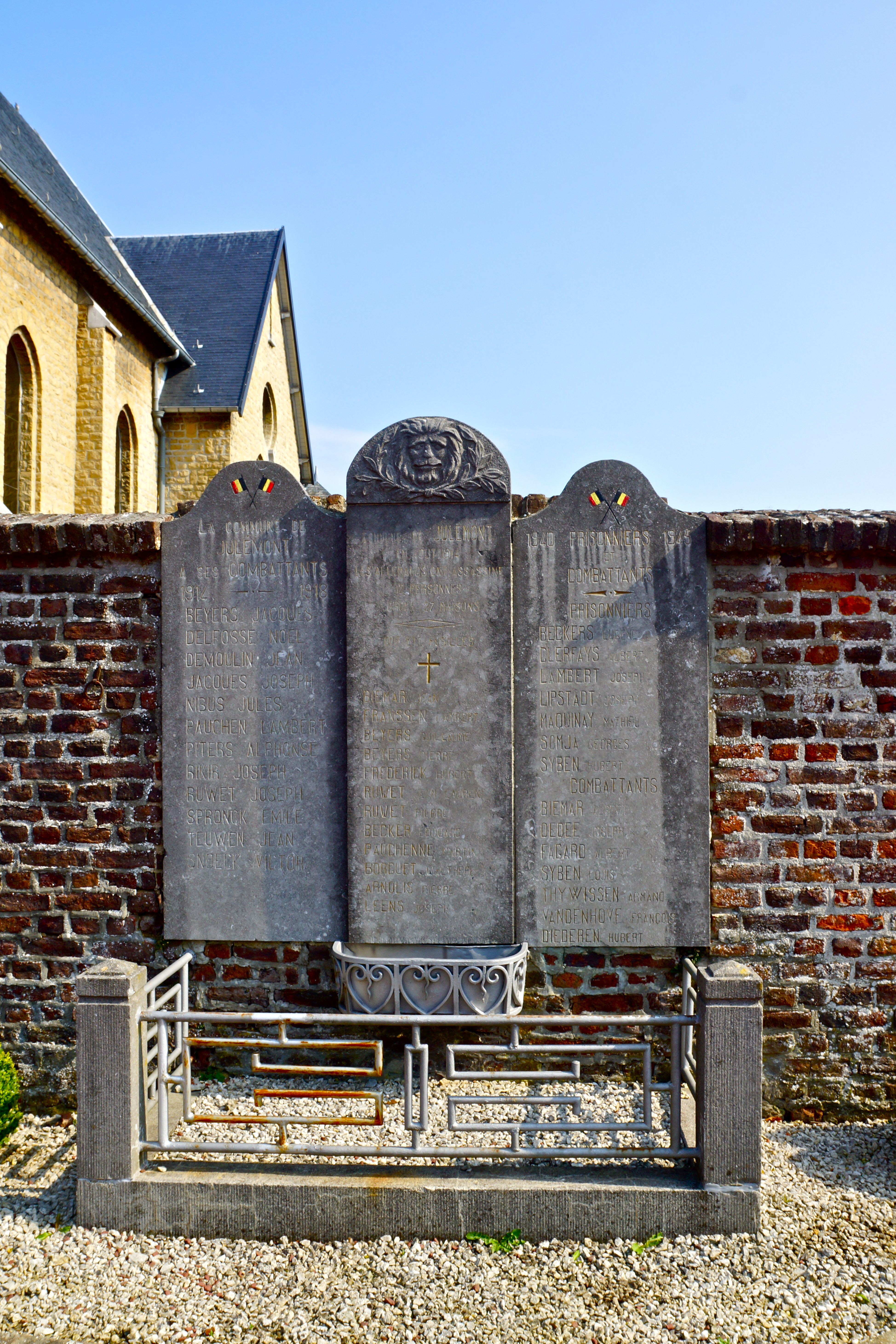
Oorlogsmonument

Deelgemeente: Battice · Bolland · Charneux · Chaineux · Grand-Rechain · Herve · Julémont · Xhendelesse

Overige kernen: Asse · Bellefontaine · Bruyères · Gurné · Holliguette · Hubertfays · José · Les Fawes · Manaihant · Noblehaye  · Renouprez · Sauvenière · Xhéneumont

Belgische gemeenten · arrondissement Verviers · provincie Luik · Wallonië